# Hannu Rajaniemi
Hannu Rajaniemi (n. 9 martie 1978) este un autor finlandez de science fiction și fantasy, care scrie atât în engleză, cât și în finlandeză. El trăiește în Edinburgh, Scoția, și este unul dintre fondatorii organizației de cercetare ThinkTank Maths.

## Biografie
Rajaniemi s-a născut în Ylivieska, Finlanda. După ce a studiat matematica la Universitatea Oulu și Universitatea Cambridge, și-a luat doctoratul în fizică matematică la Universitatea Edinburgh. Înainte de acesta, și-a îndeplinit serviciul național ca cercetător științific la Forțele de Apărare Finlandeze.
În timpul doctoratului, Rajaniemi s-a alăturat grupului Writers' Bloc din Edinburgh, care organiza reprezentații semi-regulate și-l avea printre membri pe Charlie Stross. Printre primele opere se numără prima povestire publicată, "Shibuya no Love" (2003) și "Deus Ex Homine", apărută în 2005 în antologia SFF scoțiană Nova Scotia, care a atras atenția actualului său agent literar, John Jarrold..
Rajaniemi a ajuns în centrul atenției în octombrie 2008, când John Jarrold a semnat un contract de trei cărți cu Gollancz, pe baza primelor 20 de pagini din manuscris.
Romanul său de debut, Hoțul cuantic, a fost publicat în septembrie 2010 de către Gollancz în Marea Britanie și în mai 2011 de către Tor Books în S.U.A.. Romanul a fost nominalizat în 2011 la premiul Locus pentru cel mai bun roman de debut. Continuarea, The Fractal Prince, a fost publicată în septembrie 2012 de către Gollancz în Marea Britainie și în octombrie 2012 de către Tor în S.U.A.. A treia carte a seriei se numește The Causal Angel și a fost publicată în iulie de către Gollancz În Marea Britanie și de către Tor în S.U.A.

## Premii
- 2012 premiul Tähtivaeltaja Award, câștigător (cea mai bună carte SF publicată în Finlanda) pentru Hoțul cuantic[13]
- 2011 premiul Science Fiction & Fantasy Translation, câștigător, categoria proză scurtă, traducerea textului lui Hannu Rajaniemi "Elegy for a Young Elk" Arhivat în 5 decembrie 2010, la Wayback Machine.[14]
- 2011 premiul Locus pentru cel mai bun roman de debut, nominalizare, Hoțul cuantic[10]
- 2011 premiul John W. Campbell Memorial, locul al treilea, Hoțul cuantic[15]
- 2013 premiul John W. Campbell Memorial, nominalizare, The Fractal Prince[16]

### Romane

#### Seria Jean le Flambeur
- The Quantum Thief (2010) - locul al treilea la John W. Campbell Memorial pentru cel mai bun roman SF[17]

ro. Hoțul cuantic - editura Nemira, 2015
- The Fractal Prince (2012)

ro. Prințul fractal - editura Nemira, 2016
- The Causal Angel (2014)[20]

ro. Îngerul cauzalității - editura Nemira, 2017

### Volume de povestiri
- Words of Birth and Death (2006)[22]
- Hannu Rajaniemi: Collected Fiction (2015)[23] ISBN 978-1-61696-192-3